# Eremurus thiodanthus
Eremurus thiodanthus är en grästrädsväxtart som beskrevs av Sergei Vasilievich Juzepczuk. Eremurus thiodanthus ingår i släktet Eremurus och familjen grästrädsväxter.
Artens utbredningsområde är Krym. Inga underarter finns listade i Catalogue of Life.

## Bildgalleri

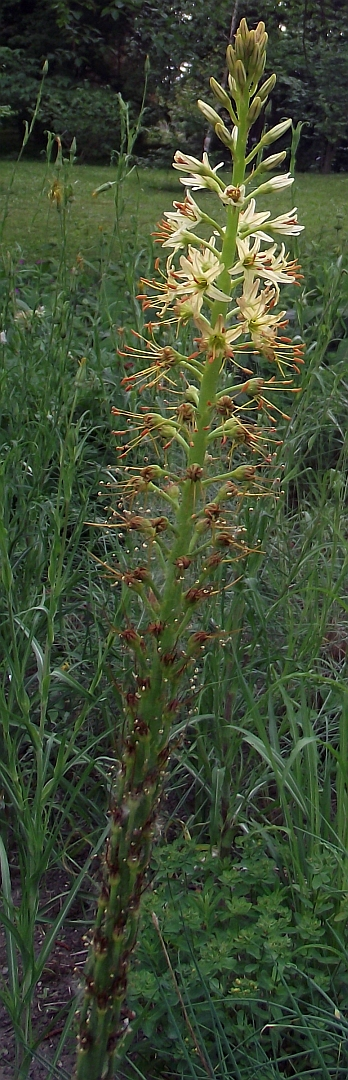